# IPad mini (第四代)
iPad mini 4是蘋果公司設計、開發及銷售的平板電腦，配備有7.9吋和Touch ID指纹识别功能，2015年9月9日於美國加州舊金山發佈，仅在发布会iPad Pro部分的末尾简要提及。iPad mini 4於同年9月16日發售，替代iPad Mini 3；于2019年3月18日停产，由第五代iPad Mini取代。

## 硬件
虽然iPad Air 2和iPad Mini 3均于2014年10月发布，但Mini 3继承了包括A7处理器在内的Mini 2内部结构，而没有使用iPad Air 2中的硬件。一年后的iPad Mini 4则使用了近似于iPad Air 2规格的硬件，缩小了硬件差距.Mini 4使用了双核的A8处理器，而不是三核的A8X。苹果称，与以前Mini 2/3中的A7处理器相比，A8在CPU任务上“快1.3倍”，在图形任务上“快1.6倍”。iPad Mini 4则使用了与iPad Air 2相同的2GB的RAM，使该设备支持iOS 9操作系统提供的高级多任务处理功能。
与之前的iPad Mini 3一样，iPad Mini 4也能够通过Apple Pay结合Touch ID传感器进行移动支付，不过因为该设备缺少NFC天线，所以只能在应用程序中完成，而无法线下通过触碰向商家支付。自iOS 10开始，Safari应用程序支持Apple Pay。
与前几代产品相比，iPad Mini 4的电池略小。不过苹果依旧声称其续航时间与其前代产品相同，均为10小时。
iPad Mini 4的无线模块更新后，增加了对802.11ac Wi-Fi和Bluetooth 4.2的支持。
与之前的版本一样，iPad Mini 4的存储选项为16、32、64或128GB，2017年3月，除128GB型号外，苹果停产了其他所有型号。
尽管Apple Pencil于2015年9月与iPad Mini 4一起发布，iPad Mini 4依旧不支持Apple Pencil。iPad Mini产品线直到2019年的第5代才开始支持Apple Pencil。

## 軟件
iPad Mini 4为首部预安装iOS 9的设备。与前几代Mini相比，iPad Mini 4拥有额外的1 GB RAM，因此能够利用iOS 9中的侧拉，拆分视图和画中画多任务功能。
在WWDC 2019会上，苹果确认iPad Mini 4支持iPadOS，澄清了会前不支持iPadOS的传言。由于使用Apple A8处理器，iPad Mini 4缺乏对部分iPadOS功能的支持，包括拟我表情，基于增强现实的应用程序，以及对macOS Catalina中的随航的支持。除去这些硬件带来的功能缺失，iPadOS中引入的大多数功能都可以在iPad Mini 4上使用，包括对外部USB驱动器的支持（使用相机连接套件），重新设计的分屏和多任务界面（支持同时打开两个应用程序）和对触感触控的支持（由于iPad系列没有Taptic Engines，因此不会感觉到触控反馈）。

## 设计
iPad Mini 4是iPad Mini系列的首次重大重新设计，与iPad Mini 2和Mini 3相比，其机身更高，更宽，也更薄（尽管屏幕尺寸没有增加）。厚度与iPad Air 2同为6.1毫米。该设备也比上一代轻了33.2克。
由于进行了重新设计，该设备不能使用iPad Mini 2或iPad Mini 3的保护套。为了弥补这一点，Apple发布了适用于Mini 4的Smart Cover和硅胶套，可单独使用或两者一起使用。与iPad Air 2不同，iPad Mini 4没有对应的皮革Smart Case。
静音开关被移除，此项改动与iPad Air 2一致。
与iPad Mini 3一样，iPad Mini 4有三种颜色可供选择：太空灰，银色和金色。
| 顏色 | 名稱   | 英語       | 備註       |
| ---- | ------ | ---------- | ---------- |
|      | 太空灰 | Space Gray | 正面為黑色 |
|      | 銀色   | Silver     | 正面為白色 |
|      | 金色   | Gold       | 正面為白色 |

## 评价
评价整体正面。The Verge给予iPad Mini 4 9/10的评价，称赞其显示屏，快速的性能，出色的摄像头和多任务处理，但扬声器和倒角边缘令人失望。
CNET称赞了iPad Mini 4“更生动”的显示，更薄的设计,以及该设备可以利用的iOS 9中的新功能。但是也批评它比其他8英寸平板电脑贵，并且多任务处理功能在较小的屏幕上无法正常工作。也批评iPad Mini 4的A8处理器，不仅为一年前的旧款，还是iPad Air 2的A8X和iPhone 6S的A9处理器的“降级”款。这与iPad Mini 2形成鲜明对比，iPad Mini 2在2013年秋季发布时采用了与iPad Air和iPhone 5S中相同的A7处理器。

## iPad 系列产品时间表
|  |